# Pondok Kelor (Sepatan Timur)
Pondok Kelor is een bestuurslaag in het regentschap Tangerang van de provincie Banten, Indonesië. Pondok Kelor telt 6439 inwoners (volkstelling 2010).